# Cereus
Pour les articles homonymes, voir Cereus (homonymie).
Genre

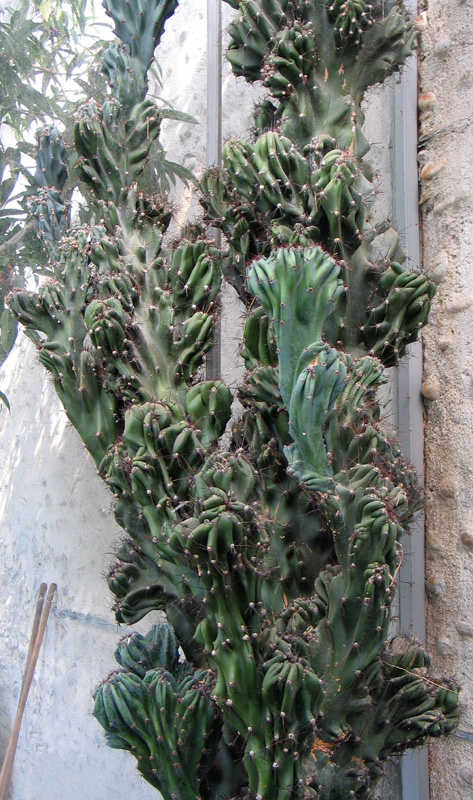
Cereus peruvianus monstruosis (serre du Jardin Massey à Tarbes)

Cereus est un genre de cactus de la famille des Cactaceae.

## Liste des espèces
Selon GBIF (27 septembre 2023) :
- Cereus acanthosphaera Weing.
- Cereus aculeatus C.F.Först.
- Cereus aethiops Haw.
- Cereus albertinii Fobe
- Cereus albicaulis (Britton & Rose) Luetzelb.
- Cereus albiflorus K.Schum.
- Cereus amazonicus K.Schum. ex Ule, 1908
- Cereus amblygonus J.Forbes
- Cereus amblyogonus Don
- Cereus andryanus K.Schum.
- Cereus anguliger hort. ex Cels
- Cereus angulosus Stieber ex Schumann
- Cereus anisacanthus DC.
- Cereus anomalus K.Schum.
- Cereus anquiniformis Weing.
- Cereus arachnoides Lawr.
- Cereus arcuatus Zucc.
- Cereus arrigens Monv. ex Labour.
- Cereus atrovirens C.F.Först.
- Cereus aurantiacus C.F.Först.
- Cereus aurora Rydb.
- Cereus ayisyen M.H.J.van der Meer
- Cereus babosus F.A.C.Weber
- Cereus bajanensis Werckle
- Cereus belieuli K.Schum.
- Cereus bergerianus Vatupel
- Cereus beysiegelii Weing.
- Cereus bicolor Rizzini & A.Mattos
- Cereus bolivianus F.A.C.Weber
- Cereus bonariensis Sweet
- Cereus brachiatus Galeotti ex Salm-Dyck
- Cereus breviflorus K.Schum.
- Cereus callianthus hort. ex Schelle
- Cereus candelabrum F.A.C.Weber, 1897
- Cereus caracore Gosselin
- Cereus catamarcensis F.A.C.Weber
- Cereus chalybaeus C.F.Först.
- Cereus chalybaeus Hort.Berol. ex K.Schum.
- Cereus chiloensoides J.Forbes
- Cereus cinnabarinus Eichlam, 1910
- Cereus cirrhiferus Labour.
- Cereus claviformis Regel & E.Klein bis
- Cereus coeruleus Lem.
- Cereus colosseus F.Ritter
- Cereus columbianus Vaupel, 1913
- Cereus columnaris Loddiges ex Voigt
- Cereus concinnus Haage
- Cereus conformis Salm-Dyck
- Cereus conicus Pfeiff.
- Cereus coracare Gosselin
- Cereus corryocactus
- Cereus cossyrensis Tineo ex Tod.
- Cereus costatus J.Forbes
- Cereus crenoides Engelm.
- Cereus crenulatus Salm-Dyck
- Cereus crimsonii Pritz.
- Cereus crispatus Hort.Berol. ex Pfeiff., 1837
- Cereus cyaneus A.Berger
- Cereus davisii Reiche
- Cereus decandollei Pfeiff. ex C.F.Först.
- Cereus decorus Loddiges ex Voigt
- Cereus deflexispinus Monv.
- Cereus del-moralii J.A.Purpus
- Cereus delaguna Haage
- Cereus demacaro Haage
- Cereus demazioi K.Schum.
- Cereus devauxii Foerster
- Cereus dichroacanthus Mart. ex Pfeiff.
- Cereus donatii Schelle
- Cereus duledevantii Lem.
- Cereus dumesnilianus Haage ex Schumann
- Cereus dumesnilianus Monv. ex F.A.C.Weber
- Cereus dyckii Mart. ex Pfeiff.
- Cereus edulis F.A.C.Weber ex Rother
- Cereus elegans Lem.
- Cereus enriquezii Elliott
- Cereus erectus Karw. ex Pfeiff.
- Cereus ericomus Rchb.
- Cereus estevesii P.J.Braun
- Cereus estrellensis F.A.C.Weber, 1905
- Cereus fascheiro F.A.C.Weber ex Bois
- Cereus fernambucensis Lem.
- Cereus ferox Haw.
- Cereus flemingii Standl. & Steyerm.
- Cereus flexuosus Engelm.
- Cereus forbesii C.F.Först.
- Cereus formosissimus F.A.C.Weber
- Cereus formosus C.F.Först.
- Cereus fricii Backeb.
- Cereus geminisetus Rchb.
- Cereus gilliesii F.A.C.Weber
- Cereus gilvus Salm-Dyck
- Cereus gladilger Lem.
- Cereus glaucescens J.Forbes
- Cereus glaucescens Tweedie ex Sweet, 1839
- Cereus glaucus Salm-Dyck
- Cereus glomeratus Engelm. ex Orcutt
- Cereus gracilis Salm-Dyck ex DC., 1828
- Cereus grandis Haw.
- Cereus greggii W.Watson
- Cereus guasabara Cortés
- Cereus guelichii Speg. ex Weing.
- Cereus gummatus Hildm.
- Cereus gumminosus Hildm. ex Schumann & Walther
- Cereus guntheri Werderm., 1931
- Cereus haageanus Salm-Dyck ex C.F.Först., 1846
- Cereus haematuricus F.A.C.Weber ex K.Schum.
- Cereus hankeanus F.A.C.Weber ex K.Schum.
- Cereus hansii Haage
- Cereus hempelianus Bauer
- Cereus hermannianus Suringar
- Cereus hertrichianus Werderm.
- Cereus herzogianus Backeb.
- Cereus heteracanthus Tweedie ex Sweet
- Cereus heterocanthus J.Forbes
- Cereus hexagonus (L.) Mill.
- Cereus hildmannianus K.Schum.
- Cereus hildmannii K.Schum.
- Cereus histrix Salm-Dyck ex DC., 1828
- Cereus hoogendorpii Kuntze
- Cereus horizontalis Gillies ex Sweet
- Cereus horrens Lem.
- Cereus horrispinus Backeb.
- Cereus houlletii (Lem.) A.Berger
- Cereus humboldtianus Backeb.
- Cereus humilis DC.
- Cereus humilis J.Forbes
- Cereus huntingtonianus Weing.
- Cereus icosigonus DC., 1828
- Cereus ictidurus Greene
- Cereus incrassatus Link & Otto
- Cereus insularis Hemsl.
- Cereus inversus C.F.Först.
- Cereus inversus Hort.Berol. ex Salm-Dyck
- Cereus jacquinii Rebut
- Cereus jaliscensis Webb. ex Bois
- Cereus jamacaru DC.
- Cereus jamacaru Hort.Vindob. ex Salm-Dyck
- Cereus janthothele Monv. ex Salm-Dyck
- Cereus joconostle F.A.C.Weber
- Cereus josselinaeus D.Gaillard
- Cereus jugatiflorus Werderm.
- Cereus karwinskii Haage
- Cereus kreggii K.Schum.
- Cereus labouretianus Mart. ex K.Schum.
- Cereus lagenaeformis C.F.Först.
- Cereus lamprospermus K.Schum.
- Cereus lanceanus Don
- Cereus lanceanus J.Forbes
- Cereus langlassei Weing.
- Cereus lanosus (F.Ritter) P.J.Braun
- Cereus lasianthus K.Schum.
- Cereus lateritius Salm-Dyck
- Cereus lemoinei Mollers
- Cereus lepidotus Salm-Dyck
- Cereus leucocephalus A.Berger, 1929
- Cereus linnaei C.F.Först.
- Cereus longifolius Karw.
- Cereus longipedunculatus Hort.Berol. ex C.F.Först., 1846
- Cereus longipendunculatus C.F.Först.
- Cereus lormata C.A.Maass
- Cereus macracanthus J.Forbes
- Cereus macracanthus Linke
- Cereus macrostibas K.Schum.
- Cereus magnus Haw.
- Cereus mallentianus J.F.Cels
- Cereus malletianus Cels ex K.Schum.
- Cereus marmoratus hort. ex Schelle
- Cereus martini Mart. ex Lem.
- Cereus matucanensis Backeb.
- Cereus maximus (Backeb.) H.P.Kelsey & Dayton, 1942
- Cereus maynardii J.Paxton
- Cereus micracanthus DC.
- Cereus mieckleyi hort. ex Backeb. & F.M.Knuth, 1936
- Cereus minor Weing.
- Cereus mirabella N.P.Taylor
- Cereus mortensenii (Croizat) D.R.Hunt & N.P.Taylor
- Cereus multicostatus J.F.Cels
- Cereus myriacanthus J.Forbes
- Cereus myriacaulon Mart.
- Cereus myriacaulon Mart. ex J.Forbes
- Cereus myriocaulon Sweet, 1839
- Cereus myriophyllus J.Forbes
- Cereus nickelsii Gürke
- Cereus nigrispinus Labour. ex K.Schum.
- Cereus nigrispinus Schelle, 1906
- Cereus nigrospinus J.Forbes
- Cereus nothus Blume
- Cereus nothus J.C.Wendl.
- Cereus ochroleucus J.Forbes
- Cereus olivaceus Lem.
- Cereus ottonis Pfeiff., 1837
- Cereus ovatus Pfeiff., 1837
- Cereus oxypetalus hort. ex Salm-Dyck
- Cereus pachyrrhizus K.Schum.
- Cereus palmeri Engelm. ex J.M.Coult.
- Cereus palmeri Engelm., 1896
- Cereus paraguayensis K.Schum. ex Chodat & Hassl.
- Cereus paraguayensis K.Schum., 1903
- Cereus parvisetus Otto
- Cereus parvisetus Pfeiff.
- Cereus peanii Beguin
- Cereus pecten-aborigenum Engelm.
- Cereus pentalophorus Labour.
- Cereus pentapterus Otto ex Salm-Dyck
- Cereus perviridis Weing.
- Cereus phatnospermus K.Schum.
- Cereus pierre-braunianus Esteves
- Cereus pitahaya (L.) DC.
- Cereus platygonus Otto, 1897
- Cereus polyachaetus Rchb.
- Cereus polychaetus Walp.
- Cereus prismaticus Salm-Dyck ex DC.
- Cereus prismaticus Salm-Dyck, 1828
- Cereus procumbens A.Gray
- Cereus pruinatus Rojas Acosta
- Cereus pruinosus Otto
- Cereus pseudoceasius Werderm., 1936
- Cereus pterandra Link ex Pfeiff.
- Cereus pterandrus Hemsl.
- Cereus pterogonus Lem.
- Cereus purpureopilosus Weing.
- Cereus quadrangulispinus Lem. ex C.Ehrenb.
- Cereus queretarensis F.A.C.Weber
- Cereus quisco J.Rémy
- Cereus ramosus Karw.
- Cereus repandus (L.) Mill.
- Cereus repandus Haw.
- Cereus resupinatus Salm-Dyck
- Cereus rhodocephalus Lem.
- Cereus rigidispinus Lem.
- Cereus rigidispinus Monv.
- Cereus rigidispinus Muehlenpf.
- Cereus robustus Lawr.
- Cereus rogalli K.Schum.
- Cereus rostratus Lem.
- Cereus royenii Hook., 1832
- Cereus ruber Weing.
- Cereus russelianus F.B.Forbes, 1837
- Cereus saddianus (Rizzini & Mattos) P.J.Braun
- Cereus salpingensis K.Schum.
- Cereus sartorianus Kupper ex A.Berger
- Cereus schmidtii G.Don
- Cereus schoenemannii Hildm.
- Cereus schomburgkii Salm-Dyck
- Cereus senilis Salm-Dyck, 1828
- Cereus setiger Haw.
- Cereus setosus J.Forbes
- Cereus siedelii Lehm. ex Salm-Dyck
- Cereus similis Meinsh.
- Cereus simonii Hildm.
- Cereus sirul F.A.C.Weber
- Cereus spathulatus C.F.Först.
- Cereus speciosus K.Schum., 1894
- Cereus spegazzinii F.A.C.Weber
- Cereus spinosissimus C.F.Först.
- Cereus spinosus Hitch. ex J.Forbes
- Cereus steckmannii Jacobi
- Cereus stenogonus K.Schum.
- Cereus stolonifer F.A.C.Weber ex K.Schum.
- Cereus stuemeri Graessner
- Cereus subintortus Salm-Dyck ex C.F.Först
- Cereus subulifer Salm-Dyck
- Cereus subuliferus Salm-Dyck
- Cereus surinamensis Trew
- Cereus tapacalaensis Backeb.
- Cereus tehuacanus Roezl
- Cereus tellii Griseb.
- Cereus tenellus Salm-Dyck ex Pfeiff.
- Cereus tenuatus J.Forbes
- Cereus tenuissimus G.Don, 1839
- Cereus tenuissimus J.Forbes
- Cereus testudo Purpus ex Gürke
- Cereus theligonus F.A.C.Weber ex K.Schum.
- Cereus tinei Tod.
- Cereus tineoi Tod.
- Cereus tonelianus Lem.
- Cereus torrellianus Miers
- Cereus tortus C.F.Först.
- Cereus torulosus Werderm.
- Cereus trichocentrus C.F.Först.
- Cereus trigonodendron K.Schum. ex Ule
- Cereus trigonodendron K.Schum. ex Vaupel
- Cereus tripteris Salm-Dyck ex DC.
- Cereus tripteris Salm-Dyck, 1828
- Cereus triqueter Haw.
- Cereus tunicatus Pfeiff., 1837
- Cereus undiflorus C.Wright
- Cereus uranus A.Gray
- Cereus ureacanthus C.F.Först.
- Cereus uspenski Haage Jr. ex Karl Hirscht
- Cereus validissimus F.A.C.Weber
- Cereus vargasianus Cárdenas
- Cereus verschaffeltii Haage
- Cereus violaceus Lem.
- Cereus viridflorus
- Cereus vulcan Müll.Arg.
- Cereus vulnerator Cortés
- Cereus weberbaueri K.Schum. ex Weberbauer
- Cereus xanthochaetus Rchb.
- Cereus yungasensis A.Fuentes & Quispe
- Cereus ×beckmannii Weing.
- Cereus ×colvillii Rümpler
- Cereus ×colvillii Sweet
- Cereus ×funkii C.F.Först.
- Cereus ×hansii Baumann
- Cereus ×ruferi Lipsch.
- Cereus ×smithianus Sweet

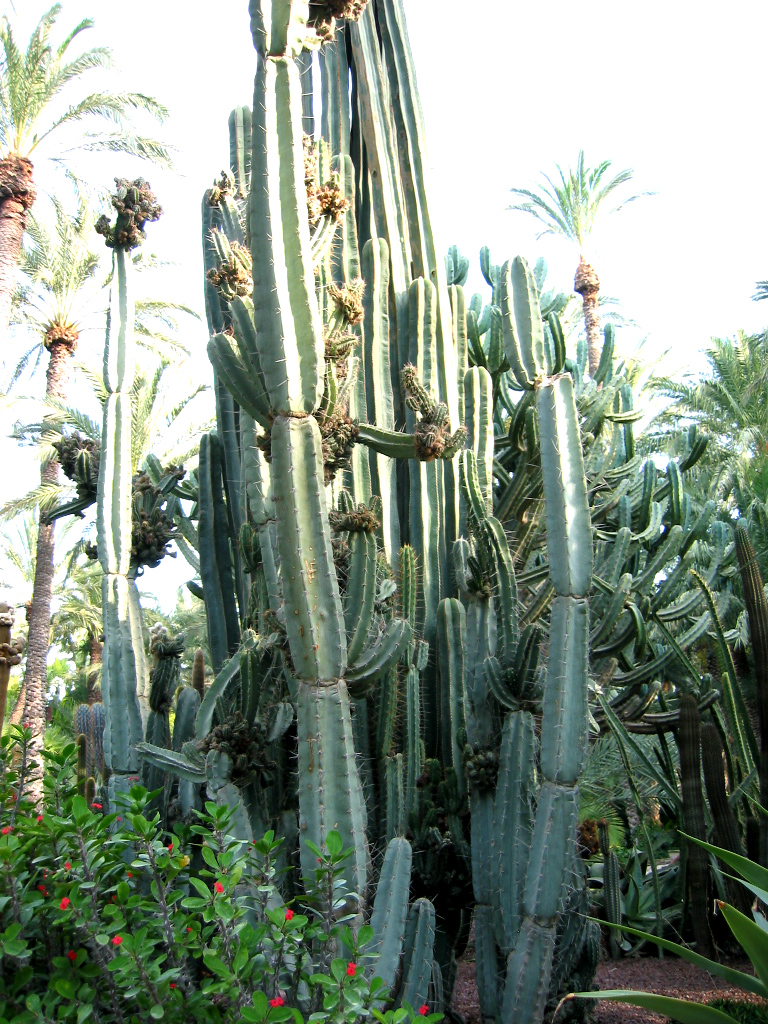
Cereus peruvianus